# Archidiecezja Belo Horizonte

Regional CNBB Leste 2.

Archidiecezja Belo Horizonte.

Archidiecezja Belo Horizonte (łac. Archidioecesis Bellohorizontinus, port. Arquidiocese de Belo Horizonte) – rzymskokatolicka archidiecezja ze stolicą w Belo Horizonte w stanie Minas Gerais, w Brazylii. Arcybiskupi Belo Horizonte są również metropolitami metropolii o tej samej nazwie.
W 2020 w archidiecezji służyło 950 zakonników i 1493 sióstr zakonnych.

## Historia
11 lutego 1921 papież Benedykt XV bullą Pastoralis sollicitudo erygował diecezję Belo Horizonte. Dotychczas wierni z tych terenów należeli do archidiecezji Mariana.
1 lutego 1924 papież Pius XI wyniósł diecezję Belo Horizonte do rangi archidiecezji metropolitarnej.
Jednostki wydzielone z archidiecezji Belo Horizonte:
- 20 grudnia 1941 - diecezja Oliveira
- 16 lipca 1955 - diecezja Sete Lagoas
- 11 lipca 1958 - diecezja Divinópolis.

W 1980 archidiecezję odwiedził papież Jan Paweł II.

## Główne świątynie
- Archikatedra: Archikatedra Chrystusa Króla w Belo Horizonte
- Bazyliki mniejsze:
  - Bazylika św. Jana Marii Vianneya w Belo Horizonte
  - Bazylika Matki Bożej z Lourdes w Belo Horizonte
  - Bazylika Matki Bożej Bolesnej w Caeté

## Ordynariusze

### Biskup Belo Horizonte
- Antônio dos Santos Cabral (1921 - 1924)

### Arcybiskupi Belo Horizonte
- Antônio dos Santos Cabral (1924 - 1967)
- João Resende Costa SDB (1967 - 1986)
- kard. Serafim Fernandes de Araújo (1986 - 2004) kreowany kardynałem w 1998
- Walmor Oliveira de Azevedo (2004 - nadal) od 2010 także ordynariusz wiernych obrządków wschodnich w Brazylii